# Per la llibertat
Per la llibertat (originalment en kurd: Ji bo azadiyê, també conegut en la resta del món pel seu títol en anglès: The End Will Be Spectacular) és una pel·lícula kurda de 2019 dirigida per Ersin Çelik. Està subtitulada en català.
La pel·lícula és presentada per Rojava Film Commune, Demkat Film i Alba Sotorra SL, amb la participació d'Art Records, Svensk-Kurdisk Kulturfond i Catalan Films & TV.

## Argument
Inspirada en fets reals, se centra en la Zilan, una jove kurda, que torna a Amed enmig d'una violenta repressió turca contra els civils kurds després que el seu germà fos assassinat per l'Estat Islàmic.

## Recepció
Es va estrenar l'11 de novembre de 2019 en el 25è Festival Internacional de Cinema de Calcuta (Índia) i foren nominats pel premi NETPAC.
S'ha venut a més de trenta països, entre els quals Alemanya, el Regne Unit, el Brasil, Corea del Sud, el Japó, Espanya, Suïssa, França i la República de la Xina. No obstant això, es va prohibir la projecció de la pel·lícula en la seva estrena al Kurdistan al Festival Internacional de Cinema de Silêmanî poques abans per part de la junta directiva del festival.
En 2020, "Per la llibertat" ha pogut ser projectada en desenes de festivals d'arreu del món entre els quals destaquen; el Festival Internacional de Cinema de Rotterdam (els Països Baixos), International Film Festival and Forum on Human Rights (Itàlia) i London Kurdish Film Festival (Regne Unit).

## Premis
Va guanyar la Palmera de Bronze a la XXXV edició de la Mostra de València.